# José Javier Belman Calvo
José Javier Belman Calvo (Alicante, 4 de octubre de 1998), más conocido como Javi Belman, es un futbolista español que juega como guardameta en el UD Ibiza de la Primera Federación.

## Carrera deportiva
Javier es hijo del exportero malagueño José Francisco Belman, nacido cuando su padre jugaba en el Hércules de Alicante CF. Javi Belman se formó en las categorías inferiores del Club de Fútbol Rayo Majadahonda desde 2006 a 2011 y en el Getafe CF desde 2011 a 2012. 
En 2012 el Real Madrid CF se fijó en él y le fichó al club para que jugase en el Cadete B. El guardameta alicantino iría quemando etapas en el club blanco, hasta que en 2017 ganó la Copa del Rey y la Copa Campeones con el Juvenil blanco.
En la temporada 2017-18 formaría parte del Real Madrid Castilla para disputar la Segunda División B.
Su estancia en el Real Madrid Castilla sería de tres temporadas, en las que disputaría 51 partidos, encajando 54 goles. En la temporada 2019-20 jugaría 16 partidos a las órdenes de Raúl González en la que sufriría una grave lesión de menisco.
El 25 de septiembre de 2020, rescinde su contrato con el Real Madrid Castilla CF y firma con el Club de Fútbol Fuenlabrada de la Segunda División de España por una temporada.
El 11 de noviembre de 2022 tras abandonar el CF Fuenlabrada en el verano de 2022 y quedarse sin equipo, fichó por el Club Deportivo Leganés de Segunda División como agente libre por una temporada.
El 15 de agosto de 2023 fichó por una temporada por el Club de Fútbol Fuenlabrada que jugará la temporada 2023-24 en Primera Federación tras descender la temporada anterior.

## Clubes
Actualizado a 23 de abril de 2022.
| Club                 | País          | Año           | Partidos Jugados | Goles Recibidos |
| -------------------- | ------------- | ------------- | ---------------- | --------------- |
| Real Madrid Castilla | España        | 2017-2020     | 51               | 53              |
| C. F. Fuenlabrada    | España        | 2020-2022     | 27               | 33              |
| C. D. Leganés        | España        | 2022-2023     | 0                | 0               |
| C. F. Fuenlabrada    | España        | 2023-act.     |                  |                 |
| Total carrera        | Total carrera | Total carrera | 78               | 86              |